# 太陽の白い粉
『太陽の白い粉』（たいよういのしろいこな）は、日本のバンドゆらゆら帝国のメジャー1枚目のミニアルバムである。1999年11月17日発売。発売元はユニバーサルミュージック。

## 概要
初となるミニアルバム。
「心は半分」は、インディーズ時代に発表された同名の曲を再録したものである。
また「すべるバー」は、テレビ番組『はねるのトびら』のオープニング曲に採用されている。

## 収録曲
| 全作詞: 坂本慎太郎、全作曲・編曲: ゆらゆら帝国。 |                  |            |              |      |
| #                                                | タイトル         | 作詞       | 作曲・編曲   | 時間 |
| 1.                                               | 「太陽の白い粉」 | 坂本慎太郎 | ゆらゆら帝国 | 5:00 |
| 2.                                               | 「奴が来る」     | 坂本慎太郎 | ゆらゆら帝国 | 3:00 |
| 3.                                               | 「すべるバー」   | 坂本慎太郎 | ゆらゆら帝国 | 2:00 |
| 4.                                               | 「心は半分」     | 坂本慎太郎 | ゆらゆら帝国 | 4:00 |
| 5.                                               | 「オンリーワン」 | 坂本慎太郎 | ゆらゆら帝国 | 3:00 |
| 合計時間:                                        | 合計時間:        | 17:00      |              |      |